# Björn Borg
Björn Borg (* 6. června 1956) je bývalý profesionální švédský tenista. V letech 1977 až 1981 byl opakovaně na 1. místě žebříčku ATP. Je považován za jednoho z nejlepších tenistů všech dob.
Za svou kariéru vyhrál 64 turnajů ATP ve dvouhře, z toho 11 grandslamových. Nikdy ovšem nezískal titul na US Open, ačkoliv byl čtyřikrát ve finále. V letech 1976 a 1978 podlehl Jimmy Connorsovi, v letech 1980 a 1981 pak Johnu McEnroeovi. Šestkrát v řadě byl ve finále Wimbledonu (1976-1981), z toho pětkrát vyhrál (1976-1980), v posledním finále v r. 1981 podlehl McEnroeovi. Fakticky ukončil kariéru po US Open 1981, oficiálně v r. 1984. Hlavním důvodem byla únava ze hry.
V roce 1987 byl uveden do Mezinárodní tenisové síně slávy.
V letech 1991 až 1993 se pokusil o návrat do profesionálního tenisu, nepodařilo se mu však vyhrát ani jeden z dvanácti zápasů ve dvouhrách.

## Osobní život
V roce 1980 se Borg oženil s rumunskou tenistkou Marianou Simionescu, v roce 1984 se však rozvedli. Jeho partnerkou pak byla švédská modelka Jannike Björling, s níž má dítě. V letech 1989 až 1993 byl ženat s italskou zpěvačkou Loredanou Berté. V roce 2002 se oženil potřetí s Patricií Östfeldt, z manželství se mu narodil syn.

## Turnajová vítězství
Vítězství ve dvouhře
- 1974 (7×) – Adelaide, Bastad, Boston, London WCT, French Open, Řím, Sao Paulo WCT
- 1975 (5×) – Barcelona, Boloňa WCT, Boston, Richmond WCT, French Open
- 1976 (6×) – Boston, Dallas WCT, Dusseldorf, Sao Paulo WCT, Toronto Indoor WCT, Wimbledon
- 1977 (11×) – Barcelona, Basilej, Cologne, Denver, Madrid, Memphis, Monte Carlo WCT, Nice, Pepsi Grand Slam, Wembley, Wimbledon
- 1978 (9×) – Bastad, Birmingham WCT, Las Vegas, Milán WCT, Pepsi Grand Slam, French Open, Řím Masters, Tokyo Indoor, Wimbledon
- 1979 (12×) – Bastad, Las Vegas, Masters, Monte Carlo, Canada Masters, Palermo, Pepsi Grand Slam, Richmond WCT, French Open, Rotterdam, Tokyo Indoor, Wimbledon
- 1980 (8×) – Las Vegas, Masters, Monte Carlo, Nice, Pepsi Grand Slam, French Open, Stockholm, Wimbledon
- 1981 (3×) – Janov, French Open, Stuttgart Outdoor

| Tenista         | Björn Borg                         |
| --------------- | ---------------------------------- |
| Australian Open | nevyhrál                           |
| French Open     | 1974, 1975, 1978, 1979, 1980, 1981 |
| Wimbledon       | 1976, 1977, 1978, 1979, 1980       |
| US Open         | nevyhrál                           |
| Celkem          | 11                                 |

## Davisův pohár
Björn Borg se zúčastnil 21 zápasů v Davisově poháru za tým Švédska. V roce 1975 Davisův pohár vyhrál.
Bilance dvouhra 37-3
Bilance čtyřhra 8-8